# Lasiophila ciris
Lasiophila ciris är en fjärilsart som beskrevs av Otto Thieme 1906. Lasiophila ciris ingår i släktet Lasiophila och familjen praktfjärilar. Inga underarter finns listade i Catalogue of Life.